# Liu Yalou
Liu Yalou (chinês tradicional: 劉亞樓, chinês simplificado: 刘亚楼, pinyin: Liú Yàlóu; abril de 1910 - 7 de maio de 1965) foi um general do Exército de Libertação Popular Chinês que serviu como comandante-em-chefe inaugural da Força Aérea do ELP. Durante a Guerra Civil Chinesa, ele foi o chefe do estado-maior do grupo de exércitos do General Lin Biao, o qual ocupou toda a Manchúria em 1948 e capturou 472.000 soldados do Kuomintang na Campanha de Liaoshen.

## Biografia

### Vida pregressa
Liu nasceu no condado de Wuping, em Fujian, na China. Ele se juntou ao PCC nas Montanhas Jinggangshan em agosto de 1929 e participou das Campanhas de Cerco no lado comunista. Como muitos comandantes comunistas tardios, Liu também era um veterano da Grande Marcha. Durante a Segunda Guerra Sino-Japonesa, tornou-se assistente-chefe de Lin Biao na Universidade do Exército Vermelho em Yan'an.
Durante a Grande Marcha de 1934, Liu e seu comandante Chen Guang conseguiram forçar uma passagem pelo rio Wu, garantindo a passagem do Exército Vermelho Chinês. Ele também liderou as tropas para capturar Zunyi, Lou Shanguan. Nas margens do rio Dadu, ele ordenou que o Quarto Exército Vermelho atacasse a Ponte Luding.

### Rússia
Liu foi enviado para estudar na Academia Militar de Frunze em 1939-1941, e foi comissionado como major do Exército Vermelho Soviético e participou da Guerra Soviético-Alemã, e escreveu vários ensaios importantes sobre a Batalha de Stalingrado.
Em agosto de 1945, Liu retornou à China seguindo as tropas do marechal soviético Aleksandr Vasilevsky que invadiram a Manchúria durante Operação Tempestade de Agosto, antes de se juntar ao exército de campanha comunista da Manchúria. No mesmo mês, foi nomeado Diretor da Escola de Aviação do Nordeste, que mais tarde serviria de espinha dorsal da Força Aérea de Libertação Popular. Ele se tornou o chefe de estado maior de Lin Biao dos Exércitos do Nordeste antes da eclosão da Guerra Civil Chinesa.

### Guerra Civil Chinesa
Com a eclosão da Campanha da Manchúria em 1947, ele liderou forças em Linjiang. Em 1948, foi nomeado Chefe do Estado-Maior da Região Militar do Nordeste e ajudou Lin Biao na Campanha de Liaoshen. Durante o ataque a Pingjin em janeiro de 1949, Liu garantiu uma vitória sobre uma força nacionalista de 130.000 homens após 29 horas de intensa batalha, capturando o general nacionalista Chen Changjie. No mesmo ano, foi nomeado comandante de campo do Quarto Exército de Campanha.

### Criação da Força Aérea do Exército de Libertação Popular
Em 25 de outubro de 1949, Liu foi nomeado chefe da força aérea do Exército de Libertação Popular e, em 11 de novembro, o comando da força aérea foi oficialmente formado. Ao melhorar a força aérea do ELP, ele formou 7 escolas de aviação e estabeleceu a doutrina para a força aérea. Após o estabelecimento da República Popular da China em 1950, Mao Zedong preparou-se para apoiar a Coreia do Norte na Guerra da Coreia. Mao ordenou que Liu fosse à União Soviética para fazer lobby por sua ajuda e treinar pilotos chineses com base no modelo soviético, então Liu foi nomeado Primeiro Comandante-em-Chefe da Força Aérea do Exército de Libertação Popular em 1949. Naquela época, a força aérea chinesa possuía apenas 15 caças Mig. Ao final de sua carreira, ele formaria 27 escolas dedicadas ao treinamento da força aérea.

### Após a fundação da RPC
Juntamente com sua posição na Força Aérea Chinesa, ele foi nomeado vice-ministro da Defesa em abril de 1949. Ele também foi nomeado para vários cargos acadêmicos, como o de diretor da 5ª Escola de Pesquisa do Ministério da Defesa. Durante seu mandato político, ele foi membro da Comissão Militar Central e foi membro do 8º Comitê Central. Em 1964, foi eleito presidente honorário da Chinese People's Airways Association.

## Vida pessoal

### A vida como escritor
Como Liu era muito competente em russo, ele escreveu vários livros de suas experiências como líder militar na Rússia e na China. Estes incluíam suas memórias como Chefe do Estado-Maior do Exército de Campanha do Nordeste durante a Campanha da Manchúria em 1947-49, e livros sobre Stalin e seus subordinados.

### Doença
Lin Biao nunca visitou os doentes antes, mas fez uma única exceção quando soube que Liu Yalou tinha câncer de fígado, Lin então visitou Liu pela primeira vez no hospital. Após um ano de considerável perda de peso e outros sintomas de câncer de fígado, Liu morreu em Xangai em 1965. Lin se encarregou pessoalmente dos preparativos do funeral de Liu porque Liu foi um dos melhores assistentes e oficiais de estado-maior em sua carreira militar.